# 古野清人
古野清人（1899年10月6日—1979年3月1日），日本宗教社會學家，生於福岡縣。

## 生平
1921年3月（大正10年）3月-從「舊制第三高等學校」畢業
1926年3月（大正15年）3月-畢業於東京帝國大學，文學部宗教學宗教史學系
1928年11月（昭和3年）11月-東京帝國大學附屬圖書館委員會
1929年3月（昭和4年）3月-帝國學士院附屬圖書館委員會
1940年10月（昭和15年）10月-南滿鐵路東亞經濟研究局委員會
1943年1月（昭和18年）1月-文部省民族研究所
1945年11月（昭和20年）11月-擔任天理語學專門學校（現為天理大學）
1945年8月（昭和20年）8月-二戰結束
1948年6月（昭和23年）6月-擔任九州大學教授
1956年11月（昭和31年）11月-擔任北九州大學校長
1960年12月（昭和35年）12月-擔任東京都立大學教授
1962年3月（昭和37年）4月-獲得文學博士學位
1964年4月（昭和39年）4月-擔任獨協大學教授
1969年4月（昭和44年）4月-擔任武藏大學教授
1973年4月（昭和48年）4月-擔任駒澤大學教授
1977年11月（昭和52年）11月-擔任日本宗教學會會長，民族學促進會會長等
1979年3月（昭和54年)3月-去世，享年88歲